# Fopius skinneri
Fopius skinneri är en stekelart som först beskrevs av David Timmins Fullaway 1951. 
Fopius skinneri ingår i släktet Fopius och familjen bracksteklar. Inga underarter finns listade i Catalogue of Life.